# Felfüggesztés (motorkerékpár)

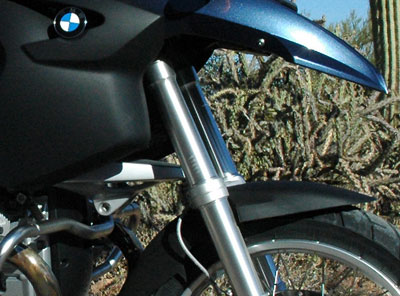
A BMW Telelever villája

A motorkerékpár felfüggesztése rendeltetésében az autóéhoz hasonló: egyrészt az aktív biztonság jegyében hozzájárul a jármű fékezéséhez és javítja menettulajdonságait, másrészt biztosítja az utazók kényelmét enyhítve az úthibák és a vibrációk hatását. Viszont egyszerűbb, mert oldalirányú erőkkel mint pl. a terhelésváltási reakció nem kell küzdenie.
A tipikus motorkerékpárnak egy villanyakpár az első-, egy lengéscsillapítóval felszerelt lengőkar a hátsó felfüggesztése.

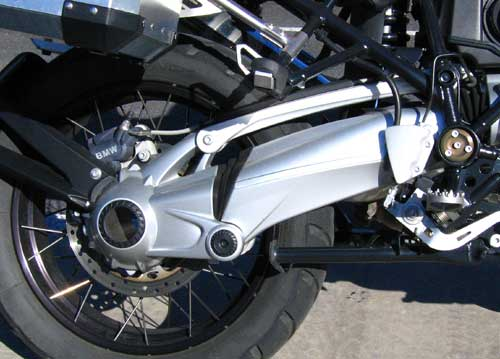
BMW Paralever hátsó felfüggesztés egy R1200GS modellen

## Első felfüggesztés
A legtipikusabb formája a teleszkópos villa. Korai modelleken rugókkal felszerelt motorkerékpárvázakat alkalmaztak.
Néhány brit gyártó (pl. a Greeves) első felfüggesztésként a lengőkar egy változatát alkalmazta motokrossz modelljein. Ennek egy oldalon kialakított verzióját alkalmazzák robogókon, pl. a Vespán.
A Massimo Tamburini koncepciója alapján Ascanio Rodrigo által kifejlesztett kerékagy-közép kormányzás (Hub-center steering) egy komplex elülső lengőkar rendszer, mely a felfüggesztést és a kormányművet is tartalmazza, ahogyan ez pl. a Bimota Tesi és a Vyrus modelleken látható.

## Teleszkópos villa
1934-ben a Nimbus volt az első gyártó, mely hidraulikusan tompított teleszkópos villákkal felszerelt motorkerékpárt gyártott. A legtöbb mai motorkerékpár első felfüggesztése teleszkópos villa.
A villák lényegében belső tekercsrugókkal ellátott nagy hidraulikus lengéscsillapítók. Lehetővé teszik, hogy az első kerék reagáljon az út tökéletlenségeire, miközben izolálják a motorkerékpár többi részét ettől a mozgástól.
A villák felső része a vázhoz egy hármas kapocs szerelvénnyel kapcsolódik, mely engedi a villák forgását, így a motort lehet kormányozni. A villák alsó része az első tengelyhez kapcsolódik, mely körül az első kerék forog.